# فلوريان تارديو
فلوريان تارديو (بالفرنسية: Florian Tardieu)‏ (22 أبريل 1992 في فرنسا - ) هو لاعب كرة قدم فرنسي في مركز الوسط. لعب مع نادي إستر ونادي سوشو.

## وصلات خارجية
- فلوريان تارديو على موقع رابطة كرة القدم الفرنسية للمحترفين (الإنجليزية)
- فلوريان تارديو على موقع قاعدة بيانات كرة القدم.إي يو (الإنجليزية)
- فلوريان تارديو على موقع Soccerway.com (الإنجليزية)
- فلوريان تارديو على موقع عالم كرة القدم.نت (الإنجليزية)